# Pat Laffan
Pat Laffan (1939. június 8. – Dublin, 2019. március 14.) ír színész.

## Filmjei
Mozifilmek
- Girl with Green Eyes (1964)
- I Can't... I Can't (1969)
- Pigs (1984)
- A bal lábam (My Left Foot: The Story of Christy Brown) (1989)
- After Midnight (1990)
- Hallgasd a dalomat! (Hear My Song) (1991)
- Bohémek (The Playboys) (1992)
- The Bargain Shop (1992)
- Fatal Inheritance (1993)
- Gombháború (War of the Buttons) (1994)
- Várva várt nagy kaland (An Awfully Big Adventure) (1995)
- Trojan Eddie (1996)
- Űrkamionosok (Space Truckers) (1996)
- Az Angyal (The Saint) (1997)
- A kígyó csókja (The Serpent's Kiss) (1997)
- A bűncézár (The General) (1998)
- Most Important (1999)
- Nőt akarunk! (The Closer You Get) (2000)
- Country (2000)
- Haragos Harry (How Harry Became a Tree) (2001)
- Kényszerszünet (Intermission) (2003)
- The Boys from County Clare (2003)
- A királynő (The Queen) (2006)
- Waiting for Dublin (2007)
- The Race (2009)
- Szökőhév (Leap Year) (2010)
- A kifutópálya (The Runway) (2010)
- Hadak útján (War Horse) (2011)

Tv-filmek
- Insurrection (1966)
- Mr Joyce is Leaving Paris (1971)
- A War of Children (1972)
- Elátkozottak városa (Strumpet City) (1980)
- Men of Consequence (1981)
- Les roses de Dublin (1981)
- Painted Out (1984)
- The Treaty (1991)
- Remember (1993)
- Sharpe kardja (Sharpe's Sword) (1995)
- Durango (1999)
- Showbands II (2006)
- The Running Mate (2007)
- Quirke (2014)

Tv-sorozatok
- The Sinners (1971, egy epizódban)
- Under and Over (1971, egy epizódban) - The Best Man (1971) ... Frank Daly
- Z Cars (1971, egy epizódban)
- The Irish R.M. (1985, egy epizódban)
- Screenplay (1991, két epizódban)
- Screen Two (1993, egy epizódban)
- Comedy Playhouse (1993, egy epizódban)
- A titkos küldetés (Mission Top Secret) (1995, egy epizódban)
- The Governor (1996, négy epizódban)
- EastEnders (1997, három epizódban)
- Father Ted (1998, egy epizódban)
- On Home Ground (2001, hat epizódban)
- Dublini doktorok (The Clinic) (2005–2006, két epizódban)
- Val Falvey TD (2009, egy epizódban)
- Ripper Street (2013, egy epizódban)
- Moone Boy (2014–2015, két epizódban)